# Sport Clube Freamunde
L'Sport Clube Freamunde és un club de futbol portuguès amb seu a Freamunde, Paços de Ferreira. Fundat el 19 de març de 1933, actualment juga al Campeonato de Portugal, i juga els partits a casa al Complexo Deportivo del SC Freamunde, amb capacitat per a 4.000 persones.
José Bosingwa, que després va aconseguir la fama amb el Porto, el Chelsea i la selecció de Portugal, va començar la seva carrera professional a Freamunde.

## Història
Freamunde va començar quan el cardenal António Filipe va veure un grup de nens jugant als carrers de Freamunde, i va decidir crear-hi un club, organitzant equips gratuïtament. Primer es va anomenar Freamunde Sport Clube.
Un altre clergue, el Pare Castro, va ser el principal responsable de les primeres fundacions professionals del club. L'any 1933, l'equip va començar a jugar partits en un camp propietat d'ell, el Campo do Carvalhal. Dos anys després, el club va començar a competir a la Liga Invicta - Coneguda en anys posteriors com a segona divisió – fent els colors que durarien les dècades següents: camisa i mitjons blaus i pantalons curts blancs. La lliga, però, va plegar dos anys més tard, i l'equip va començar a jugar al Campeonato da Promoção, després d'unir-se a l'Associació de Futbol de Porto.
El 1944, es va perfilar el primer estatus de Freamunde – cinc anys després, Castro va morir. L'any 1999, després de dos ascensos consecutius, el club va assolir primer el nou segon nivell, amb una durada de dues temporades, i tornant de nou per a la campanya 2007–08 després de ser coronat campió de la tercera divisió (Zona Nord); durant els primers anys 90 i 2000, Jorge Regadas va exercir com a entrenador durant diverses temporades.

## Palmarès
- Lligues de tercer nivell:
- Segona divisió portuguesa: 1998–99, 2006–07
- Campeonato Nacional de Seniores: 2013–14